# EC番号 (酵素番号)
EC番号（酵素番号、Enzyme Commission numbers）は酵素を整理すべく反応形式に従ってECに続く4組の数で表したもの。
国際生化学連合（現在の国際生化学分子生物学連合）の酵素委員会によって1961年に作られた。
2019年に国際⽣化学分⼦⽣物学連合の命名法委員会(NC-IUBMB)がEC7を新設した。

## 分類と命名法
EC番号は酵素の系統的分類と関係が深い。また分類基準に共通項が存在するため、系統的命名法とEC番号とは少なからず対応関係を見出すことができる。
EC番号の分類基準は酵素の特性である反応特異性と基質特異性の違いにより区分されている。言い換えると、酵素反応の種類（反応特異性の違いを意味する）と基質の種類（基質特異性の違いを意味する）とで分類した番号である。
最初の数字が1であれば酸化還元酵素（オキシドレダクターゼ）で、2であれば転移酵素（トランスフェラーゼ）、3であれば、加水分解酵素（ヒドロラーゼ）、4であれば除去付加酵素（リアーゼ）、5であれば異性化酵素（イソメラーゼ）、6であれば合成酵素（リガーゼ、エピメラーゼ、ムターゼ、ラセマーゼ）、7であれば輸送酵素 (トランスロカーゼ)となる。
さらに細かい反応特異性の違いや基質の違いにより番号が割り振られてゆく。分類は階層的でありECの接頭辞にピリオドで区切った続けた4個の番号 "EC X.X.X.X"（Xは数字）による表記がなされる。反応物質が二つ以上あるときはコロンで結ぶ場合もある。
- EC 1.X.X.X — オキシドレダクターゼ（酸化還元酵素）、酸化還元反応を触媒
- EC 2.X.X.X — トランスフェラーゼ（転移酵素）、原子団（官能基など）をある分子から別の分子へ転移する
- EC 3.X.X.X — ヒドロラーゼ（加水分解酵素）、加水分解反応を触媒
- EC 4.X.X.X — リアーゼ（脱離酵素）、原子団を二重結合あるいは、結合の解離の触媒
- EC 5.X.X.X — イソメラーゼ（異性化酵素）、分子の異性体を作る
- EC 6.X.X.X — リガーゼ（合成酵素）、ATPの加水分解エネルギーを利用して、2つの分子を結合させる
- EC 7.X.X.X — トランスロカーゼ（輸送酵素）、生体膜を超えてイオンや分子等の局在を移動させる

全ての酵素についてこの番号が割り振られており、現在約 8,000 種類ほどの反応が見つかっている。またある活性を担う酵素が他の活性を有することも多く、LonなどのATP依存性プロテアーゼはATP加水分解反応のほかにタンパク質の加水分解反応への活性も持っている。
またEC番号は酵素を特定するのではなく、同じ基質に同じ反応で作用する酵素グループに対してEC番号が割り当てられることになる。つまりアイソザイムは同じEC番号を持つ。

### 命名法
酵素の名前は国際生化学連合の酵素委員会によって命名される際に、同時にEC番号が与えられる。酵素の名称には「常用名」と「系統名」が付される。常用名と系統名の違いについて例をあげながら説明する：
（例）次の酵素は全く同じ酵素（EC番号＝EC 1.1.1.1）
- 系統名 — アルコール：NAD+ オキシドレダクターゼ（酸化還元酵素）
- 常用名 — アルコールデヒドロゲナーゼ（脱水素酵素）

系統名は、基質分子の名称（複数の場合は併記）と反応の名称を連結して命名される。系統名における反応の名称には規制があり、原則とし下記のいずれかが使用される：
- 分類主群（EC 1–6 の名称）：オキシドレダクターゼ、トランスフェラーゼ、ヒドロラーゼ、リアーゼ、イソメラーゼ、リガーゼ
- エピ化反応：エピメラーゼ
- 分子内転移：ムターゼ
- ラセミ化反応：ラセマーゼ

常用名も、基本的には系統名と同じ規則で命名されるが、基質の一部を省略して短縮されたりしている。また、命名規則に従わない酵素も多く、DNAポリメラーゼなどはそのひとつである。
古くに発見され命名された酵素については、上述の規則ではなく当時の名称がそのまま使用されている。
- ペプシン
- トリプシン
- キモトリプシン
- カタラーゼ

などがこれにあたる。
以下に、EC番号と区分の対応を示す。

## EC 1.-（酸化還元酵素）
- EC 1.1.-（CH-OHの結合に対し酸化酵素として働く）
  - EC 1.1.1.-（NAD又はNADPを用いる）
  - EC 1.1.2.-（チトクロムを用いる）
  - EC 1.1.3.-（酸素を用いる）
  - EC 1.1.4.-（ジスルフィドを用いる）
  - EC 1.1.5.-（キノンあるいはその類似化合物を用いる）
  - EC 1.1.99.-（他の電子受容体を用いる）
- EC 1.2.-（アルデヒドまたはケトンに対し酸化酵素として働く）
  - EC 1.2.1.-（NAD又はNADPを用いる）
  - EC 1.2.2.-（チトクロームを用いる）
  - EC 1.2.3.-（酸素を用いる）
  - EC 1.2.4.-（ジスルフィドを用いる）
  - EC 1.2.5.-
 該当なし
  - EC 1.2.6.-
 該当なし
  - EC 1.2.7.-（鉄硫黄蛋白質を用いる）
  - EC 1.2.99.-（その他の電子受容体を用いる）
- EC 1.3.-（CH-CH結合に対し酸化酵素として働く）
  - EC 1.3.1.-（NADまたはNADPを用いる）
  - EC 1.3.2.-（チトクロームを用いる）
  - EC 1.3.3.-（酸素を用いる）
  - EC 1.3.5.-（キノンあるいは類縁化合物を用いる）
  - EC 1.3.7.-（鉄硫黄蛋白質を用いる）
  - EC 1.3.99.-（その他の電子受容体を用いる）
- EC 1.4.-（CH-NH2に対し酸化酵素として働く）
  - EC 1.4.1.-
  - EC 1.4.2.-（チトクロムを用いる）
  - EC 1.4.3.-（酸素を用いる）
  - EC 1.4.4.-（ジスルフィドを用いる）
  - EC 1.4.7.-（鉄硫黄蛋白質を用いる）
  - EC 1.4.99.-（その他受容体を用いる）
- EC 1.5.-（CH-NH結合に対し酸化酵素として働く）
  - EC 1.5.1.-（NAD又はNADPを用いる）
  - EC 1.5.3.-（酸素を用いる）
  - EC 1.5.4.-（ジスルフィドを用いる）
  - EC 1.5.5.-（キノンあるいは類縁化合物を用いる）
  - EC 1.5.7.-（鉄硫黄蛋白質を用いる）
  - EC 1.5.8.-（フラビンを用いる）
  - EC 1.5.99.-（その他の受容体を用いる）
  - EC 1.6.1.-（NADH+またはNADPH+が電子受容体）
  - EC 1.6.2.-（ヘムたんぱく質が電子受容体）
  - EC 1.6.3.（酸素が電子受容体）
  - EC 1.6.4.-（ジスルフィドが電子受容体）
  - EC 1.6.5.-（キノンおよび類縁体が電子受容体）
  - EC 1.6.6.-（窒素化合物が電子受容体）
  - EC 1.6.7.-（鉄-硫黄タンパク質が電子受容体）
  - EC 1.6.8.（フラビンが電子受容体）
  - EC 1.6.99.-（その他が電子受容体）
- EC 1.7.-（他の含窒素化合物が電子供与する）
  - EC 1.7.1.-（NADHまたはNADPHが電子受容体）
  - EC 1.7.2.-（シトクロームが電子受容体）
  - EC 1.7.3.-（酸素が電子受容体）
  - EC 1.7.7.-（鉄-硫黄タンパク質が電子受容体）
  - EC 1.7.99.-（その他が電子受容体）
- EC 1.8.-（含硫化合物に対し酸化酵素として働く）
  - EC 1.8.1.-（NADHまたはNADPHが電子受容体）
  - EC 1.8.2.-（シトクロームが電子受容体）
  - EC 1.8.3.-（酸素が電子受容体）
  - EC 1.8.4.-（ジスルフィドが電子受容体）
  - EC 1.8.5.-（キノンおよび類縁体が電子受容体）
  - EC 1.8.6.-（窒素化合物が電子受容体）
  - EC 1.8.7.-（鉄-硫黄タンパク質が電子受容体）
  - EC 1.8.98.-（その他、不明が電子受容体）
  - EC 1.8.99.-（その他が電子受容体）
- EC 1.9.-（ヘムに対し酸化酵素として働く）
  - EC 1.6.3.-（酸素が電子受容体）
  - EC 1.9.6.-（窒素化合物が電子受容体）
  - EC 1.9.99.-（その他が電子受容体）
- EC 1.10.-（ジフェノール類縁体を供与体とする）
  - EC 1.10.1.-（NADH+またはNADPH+が電子受容体）
  - EC 1.10.2.-（シトクロームが電子受容体）
  - EC 1.10.3.-（酸素が電子受容体）
  - EC 1.10.99.-（その他受容体）
- EC 1.11.-（過酸化物を電子受容体にする）
  - EC 1.11.1.- (Peroxidases)
- EC 1.12.-（水素を電子受容体にする）
  - EC 1.12.1.-（NADHまたはNADPHが電子受容体）
  - EC 1.12.2.-（シトクロームが電子受容体）
  - EC 1.12.5.-（キノンおよび類縁体が電子受容体）
  - EC 1.12.7.-（鉄-硫黄タンパク質が電子受容体）
  - EC 1.12.98.-（その他、不明が電子受容体）
  - EC 1.12.99.-（その他が電子受容体）
- EC 1.13.-（分子状酸素を取り込み一電子供与する; オキシゲナーゼ類）
  - EC 1.13.1.-
  - EC 1.13.11.-（2分子の酸素を取り込む
  - EC 1.13.12.-（1分子の酸素を取り込む; internal monooxygenases か internal mixed function oxidases）
  - EC 1.13.99.-（その他のオキシゲナーゼ）
- EC 1.14.-（電子対供与作用を持つ; 分子酸素を取り込むないしは分子酸素を還元する）
  - EC 1.14.1.-
  - EC 1.14.2.-（アスコルビン酸類を電子供与体とする）
  - EC 1.14.3.-（プテリジン還元体を供与体とする）
  - EC 1.14.11.-（2-オキソグルタル酸類を片方の電子供与体とする; 酸素分をそれぞれの電子供与体に取り込む）
  - EC 1.14.12.-（NADHまたはNADPHを片方の電子供与体とする; 片方の電子供与体が2つの酸素原子を取り込む）
  - EC 1.14.13.-（NADHまたはNADPHを片方の電子供与体とし、1つの酸素原子を取り込む）
  - EC 1.14.14.-（フラビンないしはフラボプロテインを片方の電子供与体とし、1分子の酸素を取り込む）
  - EC 1.14.15.-（還元型鉄-硫黄タンパク質を片方の電子供与体とし、1分子の酸素を取り込む）
  - EC 1.14.16.-（還元型プテリジンを片方の電子供与体とし、1分子の酸素を取り込む）
  - EC 1.14.17.-（還元型アスコルビン酸類を片方の電子供与体とし、1分子の酸素を取り込む）
  - EC 1.14.18.-（その他分子を片方の電子供与体とし、1分子の酸素を取り込む）
  - EC 1.14.19.-（2電子酸化により分子状酸素が還元され二分子の水分子になる）
  - EC 1.14.20.-（2-オキソグルタル酸類を片方の電子供与体とし、他方は脱水素化される）
  - EC 1.14.21.-（NADHまたはNADPHを片方の電子供与体とし、他方は脱水素化される）
  - EC 1.14.99.-（その他の電子対酸化酵素）
- EC 1.15.-（超酸化物を電子受容体とする）
- EC 1.16.-（金属イオンを酸化する）
  - EC 1.16.1.-（NADHまたはNADPHを電子供与体とする）
  - EC 1.16.3.-（酸素を電子受容体とする）
  - EC 1.16.8.-（フラビンを電子受容体とする）
- EC 1.17.-（メチレン基、メチン基に作用する）
  - EC 1.17.1.-（NADH+またはNADPH+を電子受容体とする）
  - EC 1.17.3.-（酸素を電子受容体とする）
  - EC 1.17.4.-（ジスルフィドを電子受容体とする）
  - EC 1.17.5.-（キノン類を電子受容体とする）
  - EC 1.17.99.-（その他の分子を電子受容体とする）
- EC 1.18.-（鉄-硫黄タンパク質を電子供与体とする）
  - EC 1.18.1.-（NADH+またはNADPH+を電子受容体とする）
  - EC 1.18.2.-（窒素分子を電子受容体とする）
  - EC 1.18.3-（水素イオンを電子受容体とする）
  - EC 1.18.6.-（窒素分子を電子受容体とする）
  - EC 1.18.96.-（その他、不明な電子受容体）
  - EC 1.18.99.-（水素イオンを電子受容体とする）
- EC 1.19.-（還元型フラボドキシンを電子供与体とする）
  - EC 1.19.6.-（窒素分子を電子受容体とする）
- EC 1.20.-（リンまたはヒ素を電子供与体とする）
  - EC 1.20.1.-（リンまたはヒ素を電子供与体とし、NAD（P）+ を電子受容体とする）
  - EC 1.20.4.-（リンまたはヒ素を電子供与体とし、ジスルフィドを電子受容体とする）
  - EC 1.20.98.-（リンまたはヒ素を電子供与体とし、その他、不明な電子受容体をもつ）
  - EC 1.20.99.-（リンまたはヒ素を電子供与体とし、その他の電子受容体をもつ）
- EC 1.21.-（X-HおよびY-H型化合物からX-Y結合を生成する）
  - EC 1.21.3.-（酸素を電子受容体とする）
  - EC 1.21.3.-（ジスルフィドを電子受容体とする）
  - EC 1.21.99.-（その他の電子受容体をもつ）
- EC 1.97.-（その他の酸化還元酵素）
- EC 1.98.-（水素分子を還元剤とする酵素）
- EC 1.99.-（酸素分子を酸化剤とする酵素）
  - EC 1.99.1.-（ヒドロキシラーゼ; EC 1.14に統合）
  - EC 1.99.1.-（オキシゲナーゼ; EC 1.13に統合）

## EC 2.-（転移酵素）
- EC 2.1.-（一炭素原子の基を移すもの）
  - EC 2.1.1.-（メチル基を移すもの）
  - EC 2.1.2.-（HOCH2-ヒドロキシメチル基またはHCO-ホルミル基を移すもの）
  - EC 2.1.3.-（カルボキシル基またはH2NCO-カルバモイル基を移すもの）
  - EC 2.1.4.-（H2NCNH-アミジノ基を移すもの）
- EC 2.2.-（アルデヒドまたはケトンを移すもの）
  - EC 2.2.1.-（アルデヒドまたはケトンを移すもの）
- EC 2.3.-（アシル基を移すもの）
  - EC 2.3.1.-（アミノアシル基以外のアシル基を移すもの）
  - EC 2.3.2.-（アミノアシル基を移すもの）
  - EC 2.3.3.-（アシル基転移の際、アルキル基への変換を伴うもの）
- EC 2.4.-（グリコシル基を移すもの）
  - EC 2.4.1.-（六炭糖残基を移すもの）
  - EC 2.4.2.-（五炭糖残基を移すもの）
  - EC 2.4.99.-（その他のグリコシル基を移すもの）
- EC 2.5.-（メチル基以外のアルキル基またはアリル基を移すもの）
- EC 2.6.-（含窒素の基を移すもの
  - EC 2.6.1.-（H2N-アミノ基を移すもの）
  - EC 2.6.2.-（-CNHNH2アミジノ基を移すもの）
  - EC 2.6.3.-（-N(OH) オキシム基を移すもの）
  - EC 2.6.99.-（その他の含窒素の基を移すもの）
- EC 2.7.-（リンを含む基を移すもの）
  - EC 2.7.1.-（キナーゼ（アルコールにつなげるもの）
  - EC 2.7.2.-（カルボキシル基に移すもの）
  - EC 2.7.3.-（含窒素基に移すもの）
  - EC 2.7.4.-（リン酸基に移すもの）
  - EC 2.7.5.-（分子内での移動を触媒するもの）
初期の版にのみ存在した分類で、その後、EC 5.4.2群に編入された
  - EC 2.7.6.-（二リン酸基を移すもの）
  - EC 2.7.7.-（核酸を移すもの）
  - EC 2.7.8-（その他の、リン酸基を含む基を移すもの）
  - EC 2.7.9-（複数の分子を受容体とするもの）
  - EC 2.7.10.-（タンパク質-チロシンキナーゼ）
  - EC 2.7.11.-（タンパク質-セリン/スレオニンキナーゼ）
  - EC 2.7.12.-（双特異性キナーゼ; Ser/ThrないしはTyr残基に作用）
  - EC 2.7.13.-（タンパク質-ヒスチジンキナーゼ）
  - EC 2.7.99.（その他のキナーゼ）
- EC 2.8.-（硫黄を含む基を移すもの）
  - EC 2.8.1.-（スルフルトランスキナーゼ類）
  - EC 2.8.2.-（スルホトランスキナーゼ類）
  - EC 2.8.3.-（CoA転移酵素）
  - EC 2.8.4.-（アルキルチオ基転移酵素）
- EC 2.9.-（セレンを含む基を移すもの）
  - EC 2.9.1.-（セレノトランスフェラーゼ）

## EC 3.-（加水分解酵素）
- EC 3.1.-（エステル加水分解酵素）
  - EC 3.1.1.-（カルボン酸エステル加水分解酵素）
  - EC 3.1.2.-（3価のアルコールのエステル加水分解酵素）
  - EC 3.1.3.-（1価のリン酸エステル加水分解酵素）
  - EC 3.1.4.-（リン酸ジエステル加水分解酵素）
  - EC 3.1.5.-（三リン酸モノエステル加水分解酵素）
  - EC 3.1.6.-（硫酸エステル加水分解酵素）
  - EC 3.1.7.-（二リン酸モノエステル加水分解酵素）
  - EC 3.1.8.-（リン酸トリエステル加水分解酵素）
  - EC 3.1.11.-（5'-リン酸モノエステル産生エンドデオキシリボヌクレアーゼ）
  - EC 3.1.13.-（5'-リン酸モノエステル産生エキソリボヌクレアーゼ）
  - EC 3.1.14.-（3'-リン酸モノエステル産生エキソリボヌクレアーゼ）
  - EC 3.1.15.-（リボ核酸またはデオキシリボ核酸に作用する、5'-リン酸モノエステル産生エキソヌクレアーゼ）
  - EC 3.1.16.-（リボ核酸またはデオキシリボ核酸に作用する、3'-リン酸モノエステル産生エキソヌクレアーゼ）
  - EC 3.1.21.-（5'-リン酸モノエステル産生エンドデオキシリボヌクレアーゼ）
  - EC 3.1.22.-（3'-リン酸モノエステル産生エンドデオキシリボヌクレアーゼ）
  - EC 3.1.23.-（欠番）
EC 3.1.21.3, EC 3.1.21.4 あるいは EC 3.1.21.5へ統合
  - EC 3.1.24.-（欠番）
EC 3.1.21.3, EC 3.1.21.4 あるいは EC 3.1.21.5へ統合
  - EC 3.1.25.-（サイト特異性を有する代替塩基特異性エンドデオキシリボヌクレアーゼ）
  - EC 3.1.26.-（5'-リン酸モノエステル産生エンドリボヌクレアーゼ）
  - EC 3.1.27.-（3'-リン酸モノエステル産生エンドリボヌクレアーゼ）
  - EC 3.1.30.-（リボ核酸またはデオキシリボ核酸に作用する、5'-リン酸モノエステル産生エンドリボヌクレアーゼ）
- EC 3.1.31.-（リボ核酸またはデオキシリボ核酸に作用する、3'-リン酸モノエステル産生エンドリボヌクレアーゼ）
- EC 3.2.-.（糖加水分解酵素）
  - EC 3.2.1.-.（配糖体結合加水分解酵素または糖加水分解酵素）
  - EC 3.2.2.-（N-グリコシル化合物加水分解酵素）
  - EC 3.2.3.-（S-グリコシル化合物加水分解酵素）
- EC 3.3.-.（エーテル・チオエーテル加水分解酵素）
  - EC 3.3.1.-（チオエーテル・トリアルキルスルホニウム加水分解酵素）
  - EC 3.3.2.-エーテル加水分解酵素）
- EC 3.4.-.（ペプチド結合加水分解酵素）
  - EC 3.4.1.-（α-アミノアシルペプチド加水分解酵素）（廃止）
  - EC 3.4.2.-（ペプチド性アミノ酸加水分解酵素）（廃止）
  - EC 3.4.3.-（ジペプチド加水分解酵素）（廃止）
  - EC 3.4.4.-（ペプチド性ペプチド加水分解酵素）（廃止）
  - EC 3.4.11.-（アミノペプチターゼ）
  - EC 3.4.12.-（ペプチド性アミノ酸加水分解酵素ないしはアシルアミノ酸加水分解酵素）
  - EC 3.4.13.-（ジペプチターゼ）
  - EC 3.4.14.-（ジペプチジルペプチターゼ・トリペプチジルペプチターゼ）
  - EC 3.4.15.-（ペプチジルジペプチターゼ）
  - EC 3.4.16.-（セリン性カルボキシペプチターゼ）
  - EC 3.4.17.-.（金属プロテアーゼ）
  - EC 3.4.18.-（システイン性カルボキシペプチターゼ）
  - EC 3.4.19.-（オメガペプチターゼ）
  - EC 3.4.21.-（セリンエンドペプチターゼ）
  - EC 3.4.22.-.（システインプロテアーゼ）
  - EC 3.4.23.-.（アスパラギン酸プロテアーゼ）
  - EC 3.4.24.-（その他のペプチターゼ）
  - EC 3.4.25.-（スレオニンエンドペプチターゼ）
  - EC 3.4.99.-（触媒機構不明のエンドペプチターゼ）
- EC 3.5.-.（ペプチド以外のCN結合加水分解酵素）
  - EC 3.5.1.-（鎖状アミドに作用）
  - EC 3.5.2.--（環状アミドに作用）
  - EC 3.5.3.-（鎖状アミジンに作用）
  - EC 3.5.4.-（環状アミジンに作用）
  - EC 3.5.5.-（ニトリルに作用）
  - EC 3.5.99.-（その他の化合物に作用）
- EC 3.6.-（酸無水物に作用）
  - EC 3.6.1.-（リン含有酸無水物に作用）
  - EC 3.6.2.-（スルホニル含有酸無水物に作用）
  - EC 3.6.3.-（酸無水物に作用・物質の膜輸送を触媒する）
  - EC 3.6.4.-（酸無水物に作用・細胞または細胞小器官の運動に関与）
  - EC 3.6.5.-（GTPに作用・細胞または細胞小器官の運動に関与）
- EC 3.7.-（炭素-炭素結合に作用）
  - EC 3.7.1.-（ケトン類に作用）
- EC 3.8.-（ハロゲン結合に作用）
  - EC 3.8.1.-（C-ハロゲン化合物に作用）
  - EC 3.8.2.-（P-ハロゲン化合物に作用）
- EC 3.9.-（リン-窒素結合に作用）
- EC 3.10.-（硫黄-窒素結合に作用）
- EC 3.11.-（炭素-リン結合に作用）
- EC 3.12.-（硫黄-硫黄結合に作用）
- EC 3.13.-（炭素-硫黄結合に作用）

## EC 4.-（付加脱離酵素（リアーゼ））
- EC 4.1.-（C-Cリアーゼ）
  - EC 4.1.1.-（カルボキシル基の付加脱離）
  - EC 4.1.2.-（アルデヒド基の付加脱離）
  - EC 4.1.3.-（オキソ酸の付加脱離）
  - EC 4.1.99.-（その他の炭素-炭素リアーゼ類）
- EC 4.2.-（炭素-酸素リアーゼ類）
  - EC 4.2.1.-（デヒドラターゼ類）
  - EC 4.2.2.-（多糖に作用する）
  - EC 4.2.3.-（リン酸基の付加脱離）
  - EC 4.2.99.-（その他の炭素-酸素リアーゼ）
- EC 4.3.-（C-Nリアーゼ）
  - EC 4.3.1.-（アンモニアの付加脱離）
  - EC 4.3.2.-（アミジンの付加脱離）
  - EC 4.3.3.-（アミンリアーゼ類）
  - EC 4.3.99.-（他の炭素-窒素リアーゼ類）
- EC 4.4.-（C-Sリアーゼ類）
- EC 4.5.-（C-ハロゲン化物リアーゼ類）
- EC 4.6.-（P-Oリアーゼ類）
- EC 4.99.-（その他のリアーゼ）

## EC 5.-（異性化酵素）
- EC 5.1.-（ラセマーゼ・エピメラーゼ（光学異性の転換））
  - EC 5.1.1（アミノ酸類に作用）
  - EC 5.1.2.-（ヒドロキシ酸類に作用）
  - EC 5.1.3.-（炭水化物およびその類縁体に作用）
  - EC 5.1.99.-（その他化合物に作用）
- EC 5.2.-（シス-トランス異性化酵素）
- EC 5.3.-（分子内で酸化還元酵素として働くもの）
  - EC 5.3.1.-（アルドース - ケトースの相互変換）
  - EC 5.3.2.-（ケト基-エノール基の相互変換）
  - EC 5.3.3.-（C=C結合の転位）
  - EC 5.3.4.-（S-S結合の転位）
  - EC 5.3.99.-（分子内酸化還元酵素）
- EC 5.4.-（分子内転位酵素; ムターゼ）
  - EC 5.4.1.-（アシル基を移すもの）
  - EC 5.4.2.-（リン酸基転位酵素; ホスホムターゼ）
  - EC 5.4.3.-（アミノ基を移すもの）
  - EC 5.4.4.-（水酸基を移すもの）
  - EC 5.4.99.-（その他の基を移すもの）
- EC 5.5.-（分子内リアーゼ）
- EC 5.99.-（その他の異性化酵素）

## EC 6.-（合成酵素）
- EC 6.1.-（C-O結合を形成するもの）
  - EC 6.1.1.（アミノアシルtRNAおよび関連化合物を生成するリガーゼ）
- EC 6.2.-（C-S結合を形成するもの）
  - EC 6.2.1.-（酸とチオールを結合するもの）
- EC 6.3.-（C-N結合を形成するもの）
  - EC 6.3.1.-（酸-アンモニア・アミンリガーゼ（アミド合成））
  - EC 6.3.2.-（酸-D-アミノ酸リガーゼ（ペプチド合成））
  - EC 6.3.3.-（閉環反応をおこすもの）
  - EC 6.3.4.-（その他のC-N結合を形成するもの）
  - EC 6.3.5.-（C-N結合を形成するものうちグルタミンがアミド-N-供与体となるもの）
- EC 6.4.-
  - EC 6.4.1.-（C-C結合を形成するもの）
- EC 6.5.-
  - EC 6.5.1.-（リン酸エステル結合を形成するもの）
- EC 6.6.-
  - EC 6.6.-（N-金属結合を形成するもの）
  - EC 6.6.1（配位錯体を形成するもの）

## EC 7- (輸送酵素)
これまでEC1やEC3に分類されていたような酸化還元反応や加水分解反応を利用してイオンや分子などの局在を生体膜を超えて移動させる膜輸送体の一部（ABC輸送体など）が分類されている。濃度勾配や電位差を利用する二次性能動輸送体や、受動輸送を行うイオンチャネルやポリンなどは含まれていない。
日本生化学会は新設されたEC7の和名として「輸送酵素」を提案した。
- EC 7.1.-（ヒドロン（プロトン）の移動を触媒するもの）
- EC 7.2.-（無機カチオンの移動を触媒するもの）
- EC 7.3.-（無機アニオンおよびそれをキレートした分子の移動を触媒するもの）
- EC 7.4.-（アミノ酸とペプチドの移動を触媒するもの）
- EC 7.5.-（炭水化物とその派生物の移動を触媒するもの）
- EC 7.6.-（その他の分子の移動を触媒するもの）